# Aporo
Aporo es una población del estado de Michoacán, cabecera del municipio homónimo, ubicada en los 19º40’11" de latitud norte y en los 100º24’35" de longitud oeste, a una altitud media de 2280 metros sobre el nivel del mar. Su superficie es de 3.25 km².

## Toponimia
El origen de su nombre es incierto, aunque algunos autores afirman que Aporo viene de hapu o hapur, palabra de origen chichimeca, que quiere decir ‘lugar de cenizas’.

## Historia
El pueblo de Aporo es de origen prehispánico y estuvo habitado por gente de lengua otomí hasta la conquista del reino purépecha.
A la llegada de los españoles, el pueblo correspondió a la encomienda de Taximaroa.
Por una Cédula Real del día 26 de junio de 1540, el Rey Carlos I de España funda el pueblo de San Lucas Áporo, que fue otorgado a unos naturales de Tlaxcala por haber ayudado en la conquista y fueron los frailes Motolinía y Lino Montes y Zuiza los fundadores del pueblo.
El día 11 de agosto de 1921, por decreto del General Francisco J. Mújica, gobernador del estado, se erige como municipio, pues anteriormente era una tenencia del municipio de Irimbo pero el 20 de marzo de 1924 se derogó el anterior decreto y Aporo pasó a ocupar nuevamente la categoría de tenencia, ahora del municipio de Senguio. Finalmente, por decreto fechado el 17 de enero de 1927 fue instaurado de manera definitiva el municipio de Aporo con su actual demarcación.

## Población
La localidad cuenta con 2194 habitantes, lo que representa un incremento promedio de 0.35 % anual en el período 2010-2020 sobre la base de los 2120 habitantes registrados en el censo anterior. Ocupa una superficie de 3.25 km², lo que determina al año 2020 una densidad de 675 hab/km².
| Gráfica de evolución demográfica de Municipio de Áporo entre 2000 y 2020 |
|                                                                          |
| Fuente: Instituto Nacional de Estadística Geografía e Informática        |